# Grace Geyoro
Onema Grace Geyoro (født 2. juli 1997) er en kvindelig fransk fodboldspiller, der spiller for for Paris Saint-Germain i Division 1 Féminine og Frankrigs kvindefodboldlandshold.
Hun blev født i Kolwezi i DR Congo og flyttede med sin familie fra Den Demokratiske Republik Congo til Frankrig, da hun var baby. I en alder af otte begyndte hun at lege med drengene fra SMOC St. Jean-de-Braye, der har base i Orléans.
I 2012, i en alder af 15 år gammel, sluttede Geyoro sig til ungdomsafdelingen i Paris Saint-Germain Féminine. Hun debuterede for klubbens førstehold i oktober 2014 i en 2–0 sejr over Issy FF. I marts 2017 underskrev hun en kontraktforlængelse indtil juni 2021, med klubben.
Hun fik landsholdsdebut d. 22. januar 2017 mod Sydafrika, hvor holdet vandt 2-0.

## Landsholdstatistik
Oversigten er opdateret til og med 20. juni 2020
| Landshold | År    | Kampe | Mål |
| --------- | ----- | ----- | --- |
| Frankrig  | 2018  | 12    | 0   |
| Frankrig  | 2018  | 5     | 0   |
| Frankrig  | 2019  | 11    | 2   |
| Frankrig  | 2020  | 3     | 0   |
| Total     | Total | 31    | 2   |

### Landskampmål
| #  | Dato          | Lokation                                    | Modstander | Score | Resultat | Turnering        |
| -- | ------------- | ------------------------------------------- | ---------- | ----- | -------- | ---------------- |
| 1. | 4. marts 2019 | Stade de la Vallée du Cher, Tours, Frankrig | Uruguay    | 4–0   | 6–0      | Venskabskamp     |
| 2. | 9. marts 2019 | Matmut Atlantique, Bordeaux, Frankrig       | Serbien    | 3–0   | 6–0      | EM-Kvalifikation |